# Un largo camino
Un largo camino es una telenovela colombiana realizada por RTI Televisión y emitida por la Primera Cadena en 1977 y dirigida por Bernardo Romero Pereiro, Fabio Camero y Felipe González Toledo.
Con 161 capítulos y escrita por Julio Jiménez, contaba el drama de un prófugo condenado a prisión por asesinar a alguien que atormentaba a su madre.

## Sinopsis
Contaba el drama de un prófugo condenado a prisión por asesinar a un prestamista usurero que atormentaba a su madre, accidentalmente conoce a la mujer que será su verdadero amor, quien a su vez es la hija del coronel, director de la prisión y quien vive un verdadero infierno por el autoritarismo de su padre, la enfermedad de su madre y la hechicería de una criada perversa enamorada de su padre. Tendrán que luchar y vivir un largo camino para poder ser felices.

## Reparto
| - Teresa Gutiérrez - Álvaro Ruiz - Rebeca López - Mauricio Figueroa - Flor Vargas - Ronald Ayazo - Mariela Home - Érika Krum - Hugo Pérez - Alfredo Gonsalez - Marina Garcia - Rey Vásquez |  | - Alicia de Rojas - Lucero Galindo - Julio Cesar Luna - Mario Sastre - Merena Dimont - Judy Henríquez - Hectol Laos - Betty Valderrama - Silvio Ángel - Leticia Palacio - Ana del Val |  | - Gloria Gómez - Elisa De Montojo - Maruja Toro - Ómar Sánchez - Numa Pompilio Delgado - Lucy Colombia - Gaspar Ospina - Carmen le Lugo - Amparo Moreno - Carlos Barbosa Romero - José Saldarriaga |

## Premios

### Premios APE 1977
- MEJOR ACTRIZ: Teresa Gutiérrez

### Premios Antena 1978
- MEJOR TELENOVELA

## Versiones
El remake de esta telenovela es Amantes del desierto (Caracol Televisión, R.T.I. y Telemundo en 2001). Fue protagonizada por Maritza Rodríguez y Francisco Gattorno.

## Emisión

### Sudamérica
- Argentina: CVI Canal 66

- Paraguay: CVC Canal 8